# Phellinus crustosus
Phellinus crustosus är en svampart som först beskrevs av Speg., och fick sitt nu gällande namn av A.M. Gottlieb, J.E. Wright & Moncalvo 2002. Phellinus crustosus ingår i släktet Phellinus och familjen Hymenochaetaceae.   Inga underarter finns listade i Catalogue of Life.